# Пресслер Менахем
Пресслер Менахем (англ. Menahem Pressler; 16 грудня 1923, Магдебург — 6 травня 2023, Лондон) — ізраїльсько-американський піаніст.

## Біографічні відомості
Після Кришталевої ночі, Пресслер і його найближчі родичі втекли з нацистської Німеччини в 1939 році спочатку до Італії, а потім у Палестину. Його бабусі й дідусі, дядьки, тітки і двоюрідні брати померли в концтаборах.
Його кар'єра розпочалася після того, як він отримав першу премію на Міжнародному конкурсі піаністів ім. Дебюссі в Сан-Франциско в 1946 році. Згодом відбувся його дебют у Карнеґі-хол з оркестром Філадельфії під керівництвом Юджина Орманді.

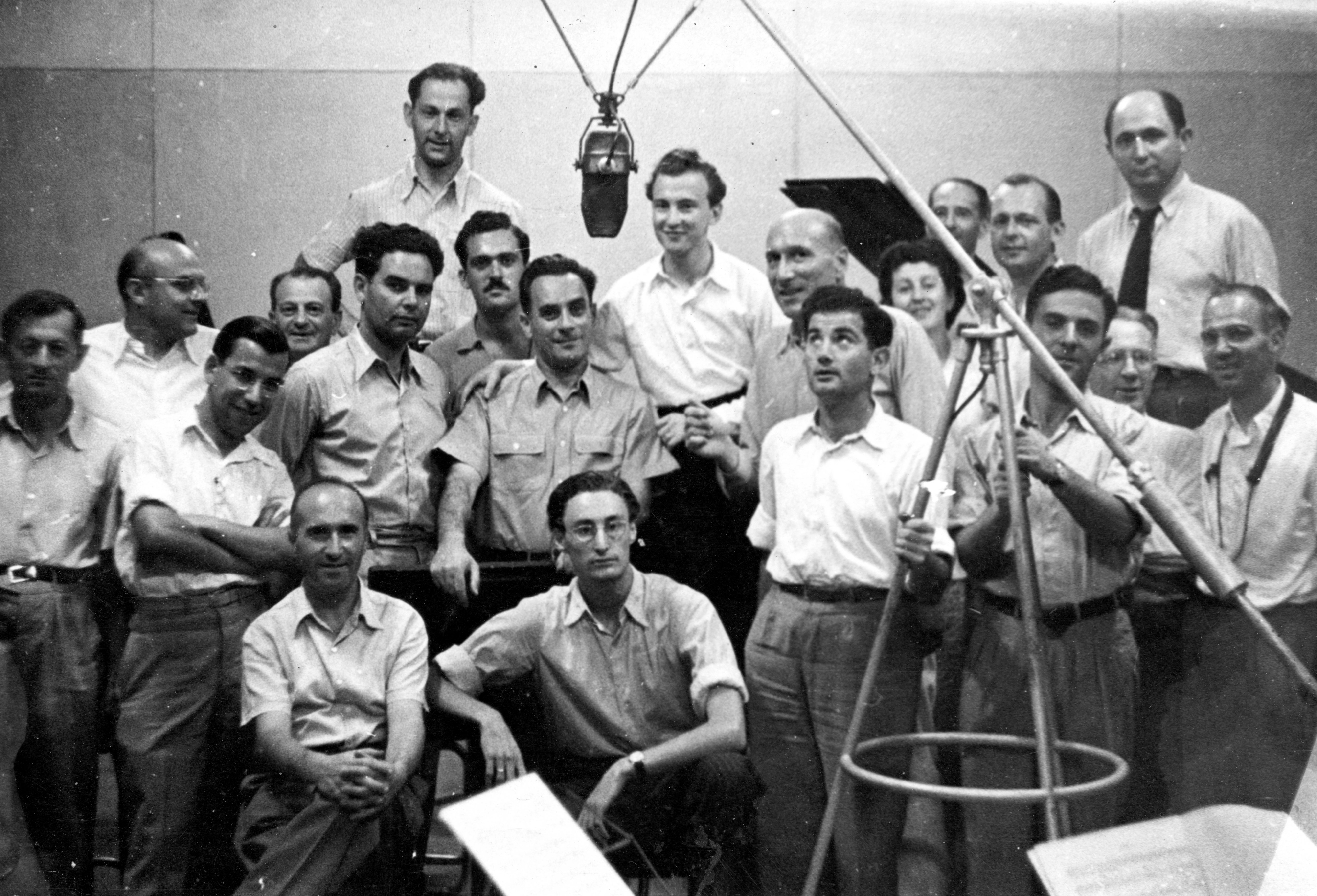
Фото зроблене в студії « Палестинська служба мовлення» в Єрусалимі, липень 1947 року, після виконання фортепіанного концерту Шумана. Pressler стоїть праворуч від мікрофона.

З 1955 року Пресслер викладав на факультеті фортепіано в Школі музики Університету Індіани Джейкобс, де він отримав звання заслуженого професора музики по Кафедрі Чарльза Вебба. Його дебют як камерного музиканта відбувся на Беркширському фестивалі 1955 року, де він виступав як піаніст тріо Beaux Arts, з Даніелєм Гіле (скрипка), та Бернардом Грінхаузом (віолончель). Незважаючи на те, що він був спочатку наймолодшим партнером у Beaux Arts Trio, Пресслер наостанок став єдиним первісним учасником тріо, який виступав з групою протягом усього її існування, включаючи кілька змін членства, аж до розпуску Тріо в 2008 році. У 2010 році він грав на фестивалі музики Rheingau з останнім віолончелістом тріо "Beaux Arts Trio " Антоніо Менесесом.
Пресслер повернувся до Німеччини в 2008 році з нагоди 70-річчя Хрустальної ночі. У січні 2014 року, у віці 90 років, дебютував у Берлінській філармонії. Його виступ з Берлінською філармонією та сером Саймоном Реттом на новорічному концерті 2014 року транслювався у прямому ефірі по всьому світу.
Тріо «Beaux Arts» зробило велику серію записів для Philips. Крім того, Pressler записав сольну фортепіанну музику на лейблі La Dolce Volta і Deutsche Grammophon у 2018 році — запис французької музики, присвячений його постійному партнеру Annable Whitestone Lady Weidenfeld (Deutsche Grammophon.com) Вже на початку У 1950-х роках він записав значну кількість фортепіанної музики і для фортепіано з оркестром різних композиторів для американського лейблу MGM.

## Нагороди та визнання
Серед нагород і премій отримав почесні докторські ступені від Університету штату Небраска, Сан-Франциської консерваторії і Школи мистецтв Північної Кароліни, шість номінацій Grammy, нагороду від журналу Gramophone і Міжнародні нагороди класичної музики, Chamber Music America's Distinguished Service Award, золота медаль за заслуги від Національного товариства мистецтв і літератури. Він також був удостоєний премії «Ehrenurkunde» німецьких критиків і обраний до Американської академії мистецтв і наук. У 2007 році Пресллер був призначений почесним членом Єрусалимської академії музики і танцю в знак визнання. У 2005 році Преслер отримав ще дві нагороди міжнародного рівня: німецький Bundesverdienstkreuz («Хрест за заслуги»), найпочеснішу нагороду Німеччини, і найвищу мистецьку нагороду у Франції — звання Командора ордена мистецтв і літератури. У 2015 році отримав звання Почесного доктора Королівської музичної академії в Лондоні і отримав нагороду ECHO Classic у Німеччині. У 2016 році йому була присуджена премія Lifetime Achievement Award from Les Victoires de la Musique Classique у Франції. У грудні 2017 він отримав звання почесного доктора від університету Бен-Гуріона в Беер-Шеві, Ізраїль.